# BRD Năstase Țiriac Trophy
A BRD Năstase Țiriac Trophy (régi nevén BCR Open Romania) minden év szeptemberében megrendezett profi tenisztorna férfiak számára Bukarestben. A mérkőzéseket salakos borításon játsszák.
Az ATP 250 Series tornák közé tartozik, összdíjazása 398 250 euró. Az első versenyt 1993-ban rendezték meg, az egyéni főtáblán 28 versenyző vehet részt.
A verseny érdekessége, hogy története során még nem győzött hazai teniszező az egyéni versenyeken, bár 2005-ben két román versenyző is elődöntőt játszhatott, illetve a jelenlegi legjobb román teniszező, Victor Hănescu döntőt is játszhatott 2007-ben. Győzni azonban egyiküknek sem sikerült.

## Döntők

### Egyéni
| Év   | Győztes             | Ellenfél           | Eredmény         |
| ---- | ------------------- | ------------------ | ---------------- |
| 2012 | Gilles Simon        | Fabio Fognini      | 6–4, 6–3         |
| 2011 | Florian Mayer       | Pablo Andújar      | 6–3, 6–1         |
| 2010 | Juan Ignacio Chela  | Pablo Andújar      | 7–5, 6–1         |
| 2009 | Albert Montañés     | Juan Mónaco        | 7–6(2) 7–6(6)    |
| 2008 | Gilles Simon        | Carlos Moyà        | 6–3, 6–4         |
| 2007 | Gilles Simon        | Victor Hănescu     | 4–6, 6–3, 6–2    |
| 2006 | Jürgen Melzer       | Filippo Volandri   | 6–1, 7–5         |
| 2005 | Florent Serra       | Igor Andrejev      | 6–3, 6–4         |
| 2004 | José Acasuso        | Igor Andrejev      | 6–3, 6–0         |
| 2003 | David Sánchez       | Nicolás Massú      | 6–2, 6–2         |
| 2002 | David Ferrer        | José Acasuso       | 6–3, 6–2         |
| 2001 | Younes El Aynaoui   | Albert Montañés    | 7–6(5), 7–6(2)   |
| 2000 | Juan Balcells       | Markus Hantschk    | 6–3, 3–6, 7–6(1) |
| 1999 | Alberto Martín      | Karim Alami        | 6–3, 6–2         |
| 1998 | Francisco Clavet    | Arnaud di Pasquale | 6–4, 2–6, 7–5    |
| 1997 | Richard Fromberg    | Andrea Gaudenzi    | 6–1, 7–6(2)      |
| 1996 | Alberto Berasategui | Carlos Moyà        | 6–1, 7–6(5)      |
| 1995 | Thomas Muster       | Gilbert Schaller   | 6–3, 6–4         |
| 1994 | Franco Davín        | Goran Ivanišević   | 6–2, 6–4         |
| 1993 | Goran Ivanišević    | Andrei Cherkasov   | 6–2, 7–6(5)      |

### Páros
| Év   | Győztes                              | Ellenfél                                | Eredmény                |
| ---- | ------------------------------------ | --------------------------------------- | ----------------------- |
| 2012 | Robert Lindstedt Horia Tecău         | Jérémy Chardy Łukasz Kubot              | 7–6(2), 6–3             |
| 2011 | Daniele Bracciali Potito Starace     | Julian Knowle David Marrero             | 3–6, 6–4, [10–8]        |
| 2010 | Juan Ignacio Chela Łukasz Kubot      | Marcel Granollers Santiago Ventura      | 6–2, 5–7, [13–11]       |
| 2009 | František Čermák Michal Mertiňák     | Johan Brunström Jean-Julien Rojer       | 6–2, 6–4                |
| 2008 | Nicolas Devilder Paul-Henri Mathieu  | Mariusz Fyrstenberg Marcin Matkowski    | 7–6(4), 6–7(9), [22–20] |
| 2007 | Oliver Marach Michal Mertiňák        | Martín García Sebastian Prieto          | 7–6(2), 7–6(8)          |
| 2006 | Mariusz Fyrstenberg Marcin Matkowski | Martín García Luis Horna                | 6–7(5), 7–6(5), [10–8]  |
| 2005 | José Acasuso Sebastian Prieto        | Victor Hănescu Andrei Pavel             | 6–3, 4–6, 6–3           |
| 2004 | Lucas Arnold Ker Mariano Hood        | José Acasuso Óscar Hernández            | 7–6(5), 6–1             |
| 2003 | Karsten Braasch Sargis Sargsian      | Simon Aspelin Jeff Coetzee              | 7–6(7), 6–2             |
| 2002 | Jens Knippschild Peter Nyborg        | Emilio Benfele Alvarez Andres Schneiter | 6–3, 6–3                |
| 2001 | Aleksandar Kitinov Johan Landsberg   | Pablo Albano Marc-Kevin Goellner        | 6–4, 6–7(5), [10–6]     |
| 2000 | Alberto Martín Eyal Ran              | Devin Bowen Mariano Hood                | 7–6(4), 6–1             |
| 1999 | Lucas Arnold Ker Martín García       | Marc-Kevin Goellner Francisco Montana   | 6–3, 2–6, 6–3           |
| 1998 | Andrei Pavel Gabriel Trifu           | George Cosac Dinu Pescariu              | 7–6, 7–6                |
| 1997 | Luis Lobo Javier Sánchez             | Hendrik Jan Davids Daniel Orsanic       | 7–5, 7–5                |
| 1996 | David Ekerot Jeff Tarango            | David Adams Menno Oosting               | 7–6, 7–6                |
| 1995 | Mark Keil Jeff Tarango               | Cyril Suk Daniel Vacek                  | 6–4, 7–6                |
| 1994 | Wayne Arthurs Simon Youl             | Jordi Arrese Jose Antonio Conde         | 6–4, 6–4                |
| 1993 | Menno Oosting Libor Pimek            | George Cosac Ciprian Porumb             | 7–6, 7–6                |